# 三春集镇
三春集镇，是中华人民共和国山東省菏泽市东明县下辖的一个乡镇级行政单位。

## 行政区划
三春集镇下辖以下地区：
三春集村、贾寨村、堤根村、范寨村、祥符营村、闫庄村、大岗村、果园村、赵盘寨村、孔寨村、马桥村、杨寨村、朱洼村、新兴集村、白庄村、大营村、胡寨村、核桃园村、刘小川村、徐寨村、史寨村、拐王村和林寨村。